# Saviem

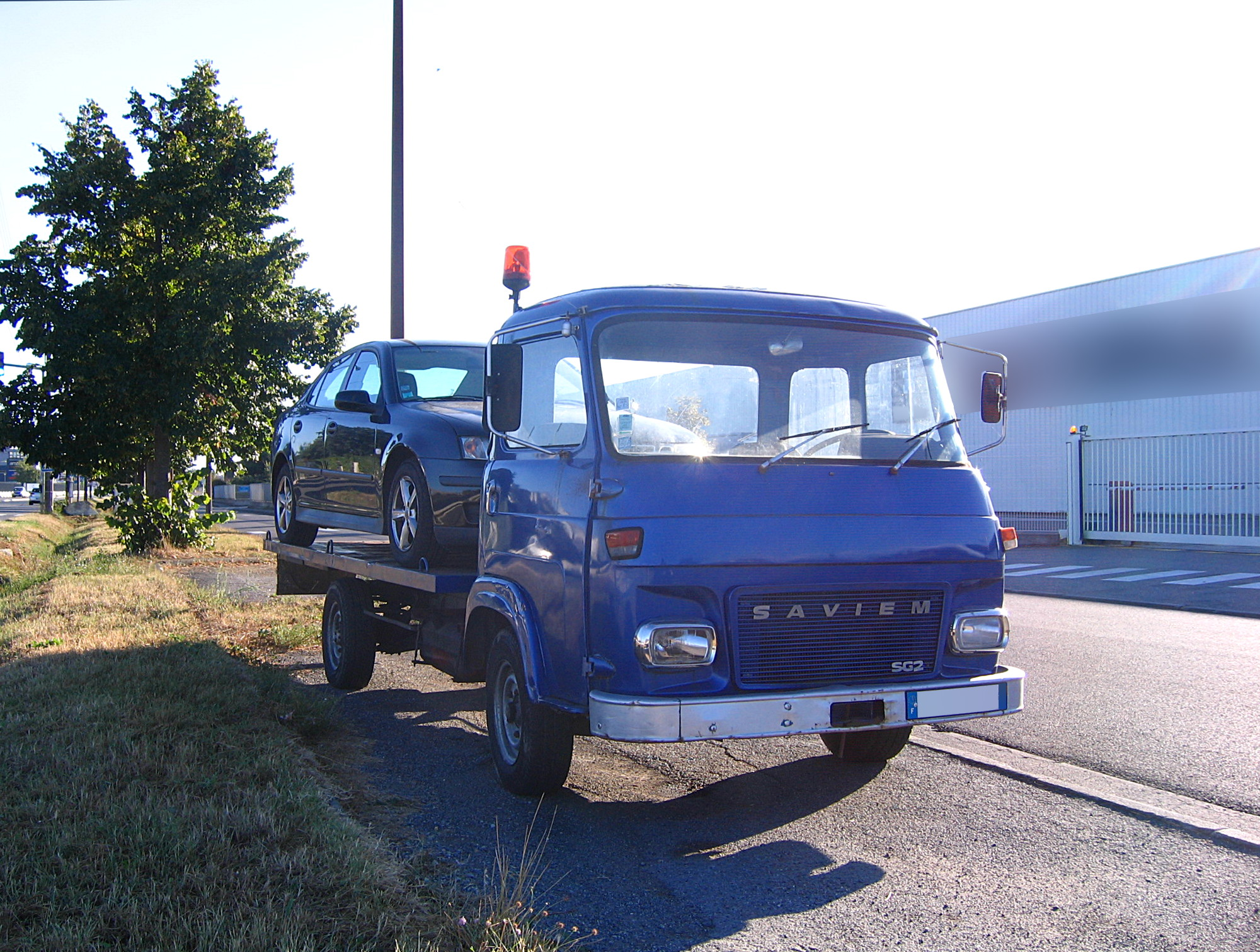
Saviem SG2

Saviem byl francouzský výrobce nákladních automobilů a autobusů.
Jméno Saviem je akronym pro Société Anonyme de Véhicules Industriels et d’Equipements Mécaniques. Firma patřila koncernu Renault a vznikla sloučením firem SOMUA, Latil a divize Renaultu vyrábějící nákladní vozy v roce 1955. V roce 1974 převzala skupina Renault dalšího výrobce, firmu Berliet, a ta se o čtyři roky později sloučila se společností Saviem a od roku 1979 nesla jméno Renault Véhicules Industriels (RVI) a tak firma Saviem zanikla.
Od roku 1967 až do roku 1977 spolupracoval Saviem s německou firmou MAN. V roce 1968 začala československá společnost Avia vyrábět jeden z modelů firmy Saviem v licenci. Předlohou pro vůz A 15 byl model Saviem Super Goélette SG2 a pro vůz A 30 model Super Galion SG4. V 70. letech patřil Saviem do takzvaného „klubu čtyř“, společně s firmami Magirus-Deutz, Volvo a DAF, se kterými spolupracoval.

## Typy vozů

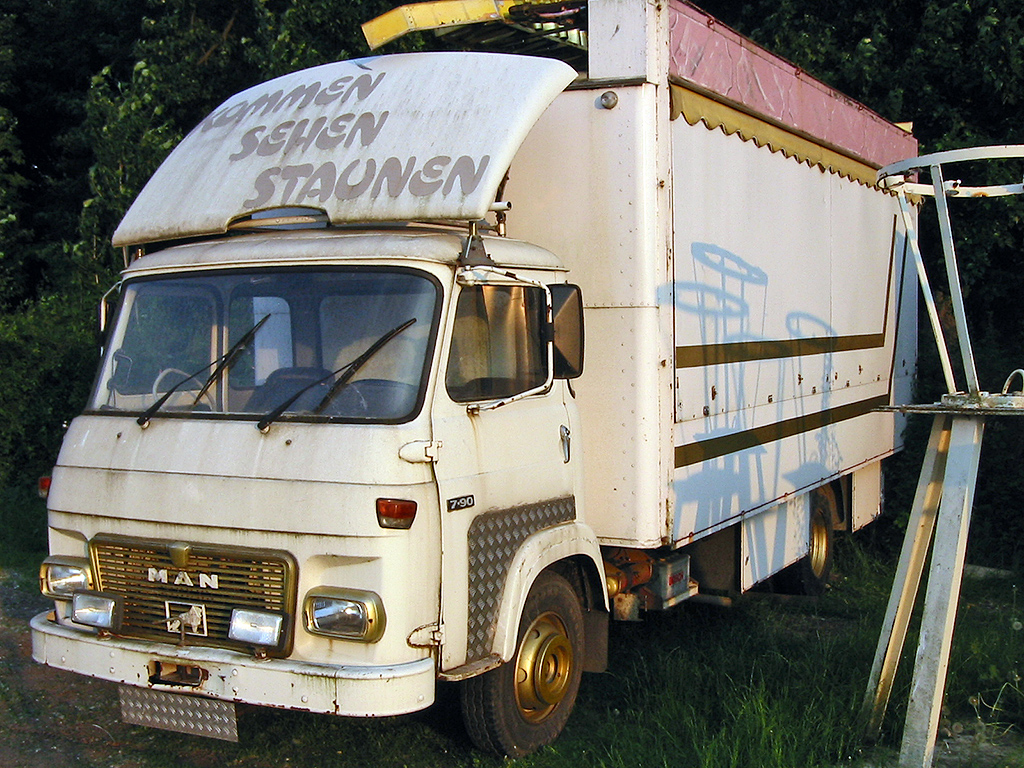
Nákladní automobil SG

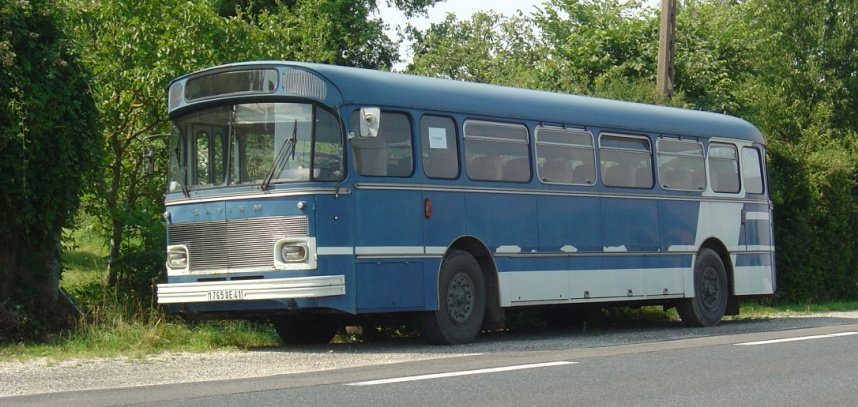
Autobus S45 GT

### Nákladní automobily
- JL a JM
- SG3
- TP3 (4x4)
- SM
- PS a PX
- Goélette
- Galion
- Super Galion SG4
- Super Goélette 2 (SG2)
- Saviem 4x4 SM8
- Saviem 4x4 SM8 TRM 4000 – vyrobeno 1 616 vozů pro francouzskou armádu (1976-1979)

### Autobusy
- SC10
- S45
- S53
- S105
- E7